# Армійська група фон Цангена
Армійська група фон Цангена (нім. Armeeabteilung von Zangen) або армійська група «Цанген» (нім. Armeeabteilung Zangen) — армійська група, оперативне угруповання Вермахту на Середземноморському ТВД у ході Італійської кампанії за часів Другої світової війни.

## Історія
Армійська група фон Цангена була утворена 17 березня 1944 на основі 87-го армійського корпусу (LXXXVIII Armeekorps) в північній Італії.

## Райони бойових дій
- Італія (17 березня — 31 липня 1944)

## Командування

### Командувачі
- генерал від інфантерії Густав-Адольф фон Цанген (нім. Gustav-Adolf von Zangen) (17 березня — 8 липня 1944);
- генерал-лейтенант Курт Ян (нім. Curt Jahn) (8 — 31 липня 1944).

## Бойовий склад армійської групи фон Цангена
Формування управління, забезпечення та підтримки
- 187-ме артилерійське командування (Arko 187);
- 487-ме управління корпусного постачання (Korps-Nachschubtruppen 487);
- 487-й корпусний батальйон зв'язку (Korps-Nachrichten-Abteilung 487);
- 653-тя батарея геодезичної зйомки (Vermessungs-Batterie 653).

- операційна зона «Адріатичне узбережжя» (Operationszone "Adriatisches Küstenland");
- операційна зона «Альпійський вал» (Operationszone "Alpen Vorland");
- 75-й армійський корпус (LXXV. Armee-Korps);
- 188-ма гірсько-піхотна дивізія(188. Gebirgs-Division).

- операційна зона «Адріатичне узбережжя»;
- операційна зона «Венеціанське узбережжя» (Operationszone "Venizianisches Küstenland");
- 75-й армійський корпус.